# 阿旺什
阿旺什（法語：Avenches）是瑞士联邦西部法语区的沃州下设的一个市镇。在行政上属于布罗瓦-维利区管辖。阿旺什的总面积为17.56平方公里。截至2007年，总人口为2,754。

## 历史
阿旺什历史悠久，古罗马时期赫爾維蒂地区的重镇阿文蒂库姆（Aventicum）即在此地。
2011年，原欧莱尔（Oleyres）镇并入阿旺什。

## 名胜
- 阿旺什罗马博物馆
- 罗马竞技场 (阿旺什)